# Ramularia epilobiana
Ramularia epilobiana är en svampart som först beskrevs av Sacc. & Fautrey, och fick sitt nu gällande namn av B. Sutton & Piroz. 1963. Ramularia epilobiana ingår i släktet Ramularia och familjen Mycosphaerellaceae.   Inga underarter finns listade i Catalogue of Life.